# Епархия Итабира-Фабрисиану

Regional CNBB Leste 2.

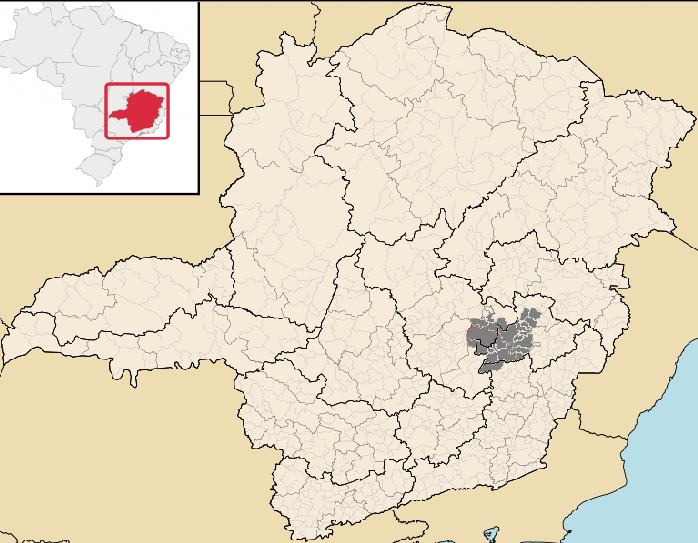
Епархия Итабира-Фабрисиану.

Епархия Итабира-Фабрисиану (лат. Dioecesis Itabirensis-Fabriciannensis) — епархия Римско-католической церкви c центром в городе Итабира, Бразилия. Епархия Итабира-Фабрисиану входит в митрополию Марианы. Кафедральным собором епархии Итабиры-Фабрисиану является собор Пресвятой Девы Марии Розария в городе Итабира. В городе Коронел-Фабрисиану находится сокафедральный собор святого Себастьяна.

## История
14 июня 1965 года Римский папа Павел VI издал буллу Haud inani, которой учредил епархию Итабиры, выделив её из архиепархий Диамантины и Архиепархия Марианы.
1 июня 1979 года епархия Итабиры была переименована декретом Cum urbs vulgo Римского папа Иоанна Павла II в епархию Итабира-Фабрисиану.
24 мая 1985 года епархия Итабира-Фабрисиану передала часть своей территории в пользу возведения новой епархии Гуаньяйнса.

## Ординарии епархии
- епископ Marcos Antônio Noronha (7.07.1965 — 7.11.1970);
- епископ Mário Teixeira Gurgel (26.04.1971 — 15.05.1996);
- епископ Lélis Lara (15.05.1996 — 22.01.2003);
- епископ Odilon Guimarães Moreira (22.01.2003 — 21.02.2013);
- епископ Marco Aurélio Gubiotti (21.02.2013 — по настоящее время).

## Источник
- Annuario Pontificio, Libreria Editrice Vaticana, Città del Vaticano, 2003, ISBN 88-209-7422-3
- Булла Haud inani  (лат.)